# 1589
Відродження •  Реформація •  Доба великих географічних відкриттів •  Ганза •  Річ Посполита •  Нідерландська революція •  Релігійні війни у Франції

## Геополітична ситуація
Османську державу очолює Мурад III (до 1595). Імператором Священної Римської імперії є Рудольф II (до 1612). Формальний Король Франції Генріх Наваррський не визнаний Католицькою лігою.
Королем Іспанії, Португалії, частини Італії та півдня Нідерландів є Філіп II Розсудливий (до 1598). Північні провінції Нідерландів проголосили незалежність. Північна Італія за винятком Венеціанської республіки належить Священній Римській імперії.
Королевою Англії є Єлизавета I (до 1603). Король Данії та Норвегії — Кристіан IV Данський (до 1648). Король Швеції — Юхан III (до 1592). Королем Богемії та Угорщини є імператор Рудольф II (до 1608).
Королем Речі Посполитої, якій належать українські землі, є Сигізмунд III Ваза.
У Московії править Федір I Іванович (до 1598). Існують Кримське ханство, Ногайська орда. Єгиптом володіють турки. Шахом Ірану є сефевід Аббас I Великий (до 1629).
У Китаї править династія Мін. Значними державами Індостану є Імперія Великих Моголів, Біджапурський султанат, Віджаянагара. В Японії триває період Адзуті-Момояма.
Триває підкорення Америки європейцями. На завойованих землях існують віцекоролівства Нова Іспанія та Нова Кастилія. Португальці освоюють Бразилію.

## Події

### В Україні
- Відбулося Білоцерківське повстання міського населення.
- Патріархом Київським, Галицьким та всієї Русі став Михайло (Рагоза).
- Похід ескадри отамана Григорія Лободи на Білгород[1].
- Письмова згадка про Кадубівці — Заставнівський район, Краснопущу — Бережанський район, Іванків; заснована Надвірна.

### У світі

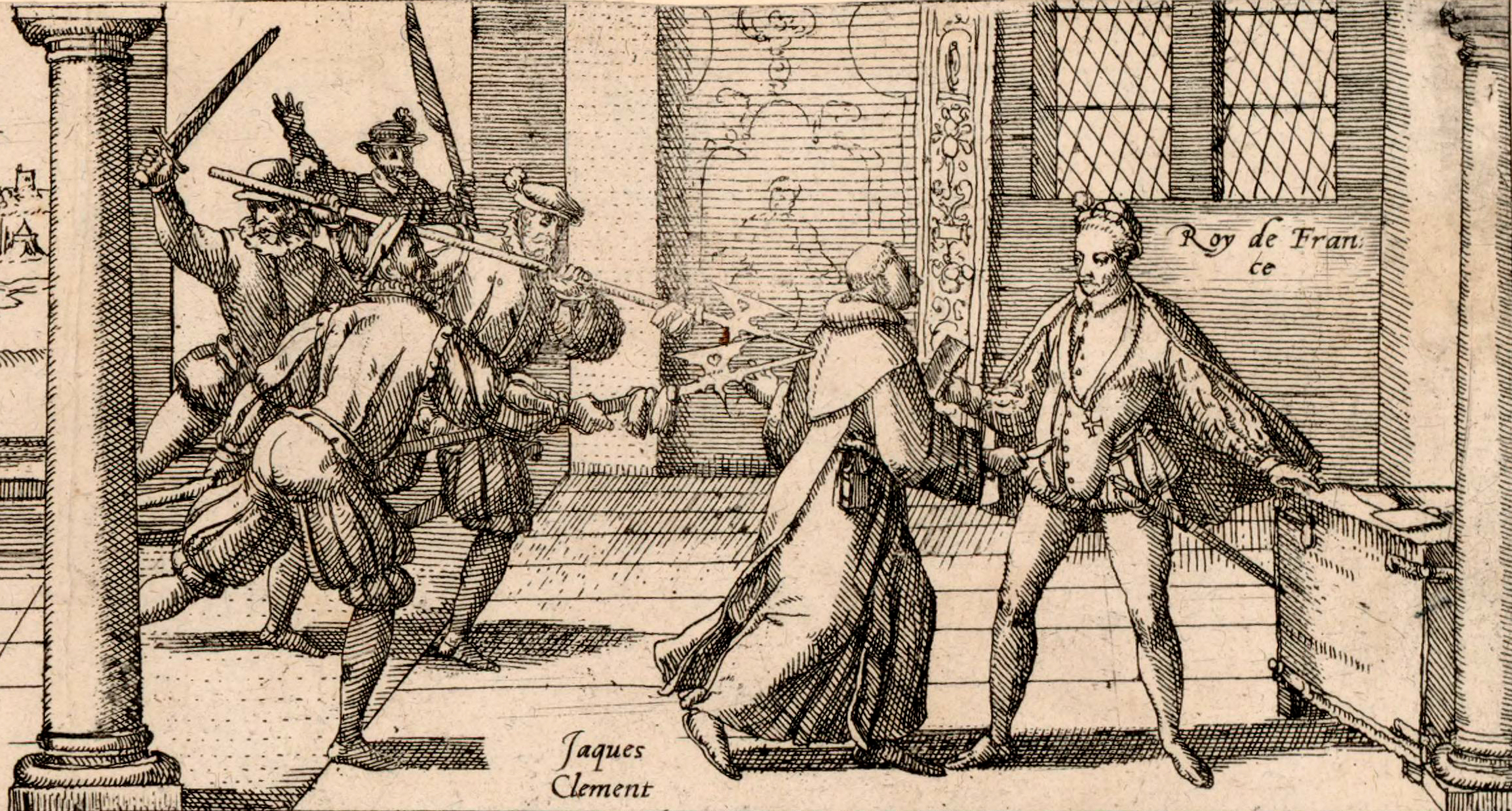
Вбивство Генріха III.

- 2 лютого проголошено Московську патріархію, першим патріархом якої став митрополит Іов. До цього московська Церква лишалася невизнаною Константинопольським Патріархатом впродовж 141 року, з 1448 року, коли вона відокремилася від Київської Митрополії.
- Засновано місто Царицин (зараз Волгоград).
- Загін фінських розбійників винищив ченців Печензького монастиря.
- Релігійні війни у Франції:
  - Король Франції Генріх III та лідер гугенотів Генріх Наваррський взяли в облогу католицький Париж.
- 13 червня — англійські пірати під проводом Френсіса Дрейка здійснили морський напад на Лісабон.
  - 1 серпня король Франції Генріх III смертельно поранений католиком Жаком Клеманом. Наступного дня бездітний Генріх III назвав своїм спадкоємцем на французькому престолі короля Наварри Генріха IV.
  - Католицька ліга не визнала Генріха Наваррського королем, а проголосила монархом кардинала Карла Бурбона, якого гугеноти тримали в полоні.
- У відповідь на експедицію Іспанської Армади 1588 року, англійці організували свою англійську армаду для нападу на Іспанію, але похід не мав успіху.
- Англійці затримали 61 судно Ганзи.
- У серпні король Шотландії Яків VI, майбутній король Англії Яків I одружився з Анною Данською.
- У Римі збудовано церкву Сан-Луїджі-дей-Франчезі.
- Португальці завоювали Анголу і оголосили її володінням Португалії.
- У Японії почалося спорудження замку Хіросіма.

## Народились
Див. також: Категорія:Народились 1589
- Тохтамиш Ґерай
- Ахмед I

## Померли
Див. також: Категорія:Померли 1589
- 5 січня — у Блуа у віці 69 років померла Катерина де Медичі
- 2 серпня — помер 37-річний король Франції Генріх III Валуа (нар. 1551).